# Майдла (волость)
Майдла (эст. Maidla vald) — бывшая волость на востоке Эстонии в составе уезда Ида-Вирумаа, существовавшая до 2013 года.
На территории волости располагалось 27 деревень: Айду, Айду-Лийва, Айду-Нымме, Айду-Соокюла, Арукюла, Арупяэлсе, Арувялья, Хирмусе, Коолма, Кулья, Липу, Люмату, Майдла, Мехиде, Оанду, Оямаа, Пийлсе, Ребу, Ряэса, Салакюла, Савала (административный центр волости), Сиртси, Соонурме, Тарумаа, Уникюла, Венеоя и Вирунурме.

## История
В 2013 году волость Майдла была объединена с волостью Люганузе и городом Пюсси. В волостном собрании Люганузе 10 членов проголосовали за объединения и один против, в Майдла 5 проголосовали за и один против, в Пюсси все 8 членов собрания проголосовали за объединение..

## Археология
В волости Майдла было обнаружено кладбище с останками V—VI и X—XIII веков.